# الردحة (حبيش)

تعديل مصدري - تعديل

الردحة محلة تابعة لقرية الزبيدي، التابعة لعزلة المشيرق بمديرية حبيش إحدى مديريات محافظة إب في الجمهورية اليمنية، بلغ تعداد سكانها 45 حسب تعداد اليمن لعام 2004.